# Medalles del Cercle d'Escriptors Cinematogràfics de 2002
La cerimònia de lliurament de les medalles del Cercle d'Escriptors Cinematogràfics de 2002 va tenir lloc el 27 de gener de 2003 al Cine Palafox de Madrid i fou presentada per Lluvia Rojo i Pablo Rivero Rodrigo, actors de la sèrie Cuéntame cómo pasó. Va comptar amb el patrocini de la Comunitat de Madrid, l'EGEDA, la Fundació per al Foment de la Cultura, TVE i el canal Calle 13.
Els premis tenien per finalitat distingir als professionals del cinema espanyol i estranger pel seu treball durant l'any 2002. Es van concedir les mateixes medalles que a l'edició anterior, però se separaren la labor periodística de la labor literària, en total 16 premis. Es va concedir un premi homenatge a l'actor Conrado San Martín. La gran guanyadora de la nit va ser Los lunes al sol de Fernando León de Aranoa, que va guanyar sis medalles (millor pel·lícula, director, actor, actor secundari, actriu secundària i guió original.
Després del lliurament de medalles es va projectar en primícia la pel·lícula My Life Without Me d'Isabel Coixet.

## Pel·lícules candidates
| Pel·lícula                       | Nominacions | Premis |
| -------------------------------- | ----------- | ------ |
| Los lunes al sol                 | 10          | 6      |
| Historia de un beso              | 8           | 1      |
| Smoking room                     | 5           | 2      |
| En la ciudad sin límites         | 4           | 0      |
| Hable con ella                   | 4           | 1      |
| El otro lado de la cama          | 3           | 0      |
| El caballero Don Quijote         | 3           | 0      |
| Lugares comunes                  | 2           | 1      |
| El alquimista impaciente         | 2           | 1      |
| Poniente                         | 1           | 0      |
| Cravan vs Cravan                 | 1           | 0      |
| A mi madre le gustan las mujeres | 1           | 0      |
| El viaje de Carol                | 1           | 0      |
| 800 balas                        | 1           | 0      |
| Rencor                           | 1           | 0      |

## Premis per categoria
| Millor pel·lícula | Millor direcció |
| --- | --- |
| - Los lunes al sol - En la ciudad sin límites - Smoking Room - Historia de un beso | - Fernando León de Aranoa per Los lunes al sol - José Luis Garci per Historia de un beso - Pedro Almodóvar per Hable con ella - Antonio Hernández En la ciudad sin límites                                                                    |
| Millor actor protagonista | Millor actriu protagonista |
| - Javier Bardem per Los lunes al sol - Alfredo Landa per Historia de un beso - Javier Cámara per Hable con ella - Juan Luis Galiardo per El caballero Don Quijote                                                                                    | - Mercè Sampietro per Lugares comunes - Ana Fernández per Historia de un beso - Ingrid Rubio per El alquimista impaciente - Leonor Watling per A mi madre le gustan las mujeres                                                               |
| Millor actor secundari | Millor actriu secundària |
| - Luis Tosar per Los lunes al sol - Antonio Dechent per Smoking Room - Carlos Hipólito per Historia de un beso - José Ángel Egido per Los lunes al sol                                                                                               | - Nieve de Medina per Los lunes al sol - Tina Sainz per Historia de un beso - Adriana Ozores En la ciudad sin límites - Natalia Verbeke El otro lado de la cama                                                                               |
| Millor guion original | Millor guió adaptat |
| - Fernando León de Aranoa i Ignacio del Moral per Los lunes al sol - Antonio Hernández i Enrique Brasó per En la ciudad sin límites - José Luis Garci i Horacio Valcárcel per Historia de un beso - Julio D. Wallovits i Roger Gual per Smoking room | - Patricia Ferreira i Enrique Jiménez per El alquimista impaciente - Manuel Gutiérrez Aragón per El caballero Don Quijote - Ángel García Roldán i Imanol Uribe per El viaje de Carol - Adolfo Aristarain i Kathy Saavedra per Lugares comunes |
| Premi revelació | Millor fotografia |
| - Julio D. Wallovits i Roger Gual per Smoking room - Isaki Lacuesta per Cravan vs Cravan - Cuca Escribano per Poniente - Lolita Flores per Rencor | - Raúl Pérez Cubero per Historia de un beso - José Luis Alcaine per El caballero Don Quijote - Javier Aguirresarobe per Hable con ella - Alfredo F. Mayo per Los lunes al sol                                                                 |
| Millor música | Millor muntatge |
| - Alberto Iglesias per Hable con ella - Roque Baños per El otro lado de la cama - Víctor Reyes per En la ciudad sin límites - Lucio Godoy per Los lunes al sol                                                                                       | - David Gallart per Smoking Room - Alejandro Lázaro per 800 balas - Ángel Hernández Zoido per El otro lado de la cama - Nacho Ruiz Capillas per Los lunes al sol                                                                              |
| Millor pel·lícula estrangera | |
| - El pianista, de Roman Polanski Estats Units - El senyor dels anells: Les dues torres de Peter Jackson Estats Units/ Nova Zelanda - El viatge de Chihiro de Hayao Miyazaki Japó - Minority Report de Steven Spielberg Estats Units                  | |
| Medalla d'honor | |
| Conrado San Martín | |
| Medalla a la labor literària | |
| Librería 8 y1/2 | |
| Medalla a la labor periodística | |
| Días de cine (la 2) | |